# Промсвязьбанк
ПАТ «Промсвязьбанк» (ПСБ) — російський банк, заснований в 1995. Штаб-квартира — у Москві.
ПСБ входить у складений Банком Росії перелік системно значимих кредитних організацій, і навіть входить у ТОП-10 банків країни за обсягом активів.
З 2019 року ПСБ є опорним банком для здійснення операцій з державного оборонного замовлення та великих державних контрактів.
На кінець 2020 року мережа банку налічувала близько 300 офісів продажів в Росії.
ПСБ входить до десятки банків за обсягом видачі іпотеки, у вересні 2020 року він посів дев'ятий рядок у ТОП-10 банків з видачі пільгової іпотеки Держпрограма-2020. Крім того, ПСБ займає близько 40 % ринку військової іпотеки.
За обсягами кредитного портфеля для підприємств малого та середнього бізнесу ПСБ також входить до ТОП-5 банків країни з сумарним обсягом портфеля майже 100 млрд рублів за підсумками 2019 року.

## Історія
Біля джерел створення банку стояли брати Олексій і Дмитро Ананьєви. «Промзв'язокбанк» отримав ліцензію 12 травня 1995. Спочатку банк займався обслуговуванням підприємств IT та зв'язку, проте вже з 1998 року почав активно розвивати міжнародний та корпоративний бізнес, а в середині 2000-х почав розвиватися як універсальна кредитна організація, увійшов до двадцятки найбільших банків країни.
Період з 2010 року до 2015 року в історії ПСБ відзначений приєднанням та поглинанням низки інших банківських структур — «Волгопромбанк», «Первобанк». У цей же період — у 2014 році — ПСБ став одним із трьох банків, які ЦБ РФ визнав системно значущими.
15 грудня 2017 року Центральний Банк оголосив про санацію ПАТ «Промзв'язокбанк» через Фонд консолідації банківського сектора та про своє рішення запровадити у ньому тимчасову адміністрацію. ЦБ оцінював докапіталізацію банку в 100—200 млрд рублів, фінальна сума перевищила 260 млрд рублів. У травні 2018 акції банку перейшли в скарбницю Російської Федерації, у вересні того ж року тимчасова адміністрація завершила свою роботу, банк очолив Петро Фрадков — син колишнього прем*єр-міністра Росії.

### Нова історія
У травні 2020 року «Промзв'язокбанк» завершив процес приєднання Связь-банку. Після приєднання активи ПСБ виросли більш ніж на 200 млрд рублів.
У 2019 році ПСБ розпочав реалізацію завдань у рамках національних проектів «Мале та середнє підприємництво та підтримка індивідуальної підприємницької ініціативи», «Охорона здоров'я», «Цифрова економіка Російської Федерації» та «Демографія».
Навесні 2021 до «Промсвязьбанку» був приєднаний " Роскосмосбанк ", що обслуговує 120 компаній, що входять до складу " Роскосмосу ", і близько 200 тис. співробітників цієї держкорпорації. З 29 березня 2021 ПСБ числиться «в процесі реорганізації у формі приєднання до нього інших юридичних осіб».
Уряд Російської Федерації планує докапіталізацію «Промсвязьбанку» в 2022 році з бюджетних коштів у розмірі 13 млрд 731 млн рублів. В 2020 банку вже була надана держпідтримка в 25 млрд рублів.
У лютому 2022 року «Промзв'язокбанк» купив НВФ «Гефест» у власника Об'єднаної металургійної компанії Анатолія Сєдих.

## Керівництво та акціонери
100 % голосуючих акцій ПСБ належить Російській Федерації від імені Росмайна.
Голова ПСБ — Петро Михайлович Фрадков — син прем*єр-міністра РФ.

## Діяльність

### Розвиток сектора ВПК
У січні 2018 року було оголошено, що ПСБ стане опорним банком для держоборонзамовлення. У лютому 2018 року Державна дума Російської Федерації прийняла поправки до законодавства про перехід Промзв'язку банку в статус оборонного банку
У грудні 2019 року Президент РФ Володимир Путін підписав закон про наділення ПСБ повноваженнями опорного банку з обслуговування оборонно-промислового комплексу (ОПК).
Загальний кредитний портфель ПСБ на підприємствах ОПК з урахуванням кредитних угод перевищує 900 млрд рублів.
ПСБ створив спеціалізований департамент роботи з проектами диверсифікації для вирішення поставлених завдань. У банку заявляли, що він вже є платформою для організації взаємодії компаній ОПК як із державними органами та інститутами розвитку, так і з учасниками ринку цивільної продукції.

## Рейтинги
У жовтні 2021 року агентство Standard & Poor's (S&P) підтвердило рейтинг ПСБ на рівні «ВВ», прогноз було покращено до «позитивного».
У жовтні 2021 року АКРА підвищило рейтинг ПСБ та його облігацій до «АА+(RU)», прогноз «стабільний».
ПСБ увійшов до Топ-10 найбільших російських банків з видачі іпотечних кредитів (за версією Банки.ру, 2019).